# Ancylistes transversoides
Ancylistes transversoides är en skalbaggsart som beskrevs av Stefan von Breuning 1971. Ancylistes transversoides ingår i släktet Ancylistes och familjen långhorningar.
Artens utbredningsområde är Madagaskar. Inga underarter finns listade i Catalogue of Life.